# 3K95 キンジャール
3K95 キンジャール（ロシア語: Кинжал，英: 3K95 Kinzhal）は、ソビエト連邦が開発した個艦防空ミサイル・システム。NATOコードネームはSA-N-9 ガントレット、輸出向け名称はクリノーク（ロシア語: Клинок，英: Klinok）。
「キンジャール」とはコサックの用いる両刃の短剣、「クリノーク」とは刀身の意味である。

## 概要
キンジャール・システムは、地上用の9K330 トールの艦載版である。垂直発射方式の採用による優れた即応性と、新しい誘導システムと射撃指揮システムによる同時交戦性能を備えている。
1970年代後半より、ソ連海軍は4K33 オサーMを更新するための新しい個艦防空ミサイル・システムの開発に着手した。これは、地上軍の9K33 オサーの更新計画と合流して進められることとなり、1982年よりグリシャ級フリゲートのMPK-104において洋上試験に入った。試験はやや難航し、キンジャール・システムの搭載を前提に建造されていたウダロイ級駆逐艦の初期建造艦は、未搭載状態での就役を余儀なくされた。しかし、1986年春にはP-5を改良した標的機を撃破することに成功し、1989年より本格的な配備に入った。
キンジャール・システムは、9M330ミサイルと垂直発射装置、3R95（クロス・ソード）射撃指揮装置によって構成されている。キンジャール・システムのVLSは、より大型のS-300F フォールトと同様のコールド・ランチ方式、8連装リボルバー型のものとなっており、ミサイル・セルが回転して発射位置に来ると、ミサイルのコールド・ガスによって発射機から射出されたのち、空中でロケット・モーターに点火する。3R95は、C(G)バンドの目標捕捉レーダー（パッシブフェーズドアレイ、最大追尾距離は45km）とKバンドの交戦レーダー（2つのパラボラアンテナを背中合わせにおいて最大追尾距離は15km、上部にはIFFアンテナを装備）という2種のレーダーによって構成されており、同時に4目標を攻撃することができる。キンジャール・システムは8ないし24秒という優れたリアクション・タイムを示しており、操作人員は合計で13名である。

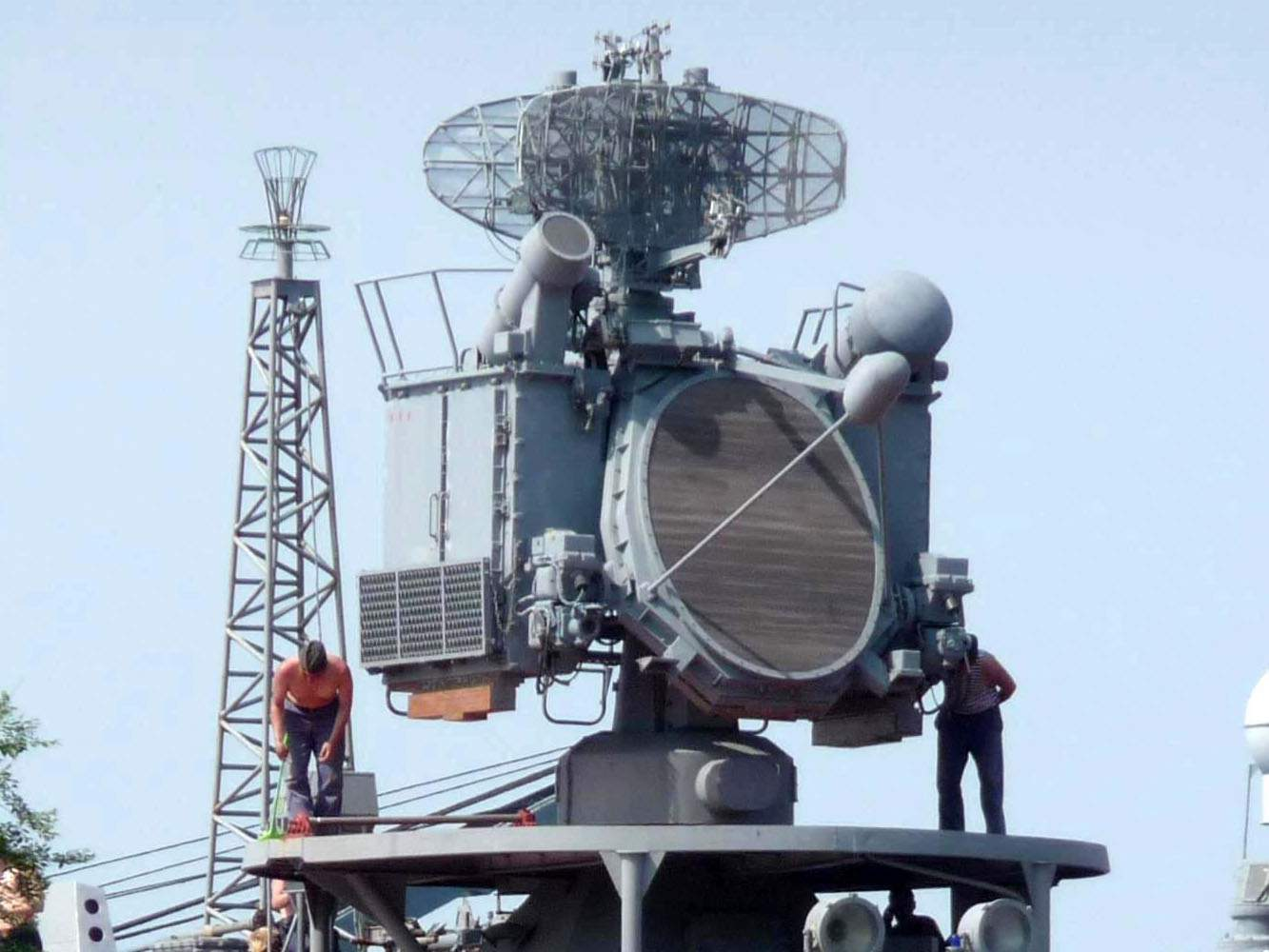
「アドミラル・ヴィノグラドフ」搭載の3R95 FCS
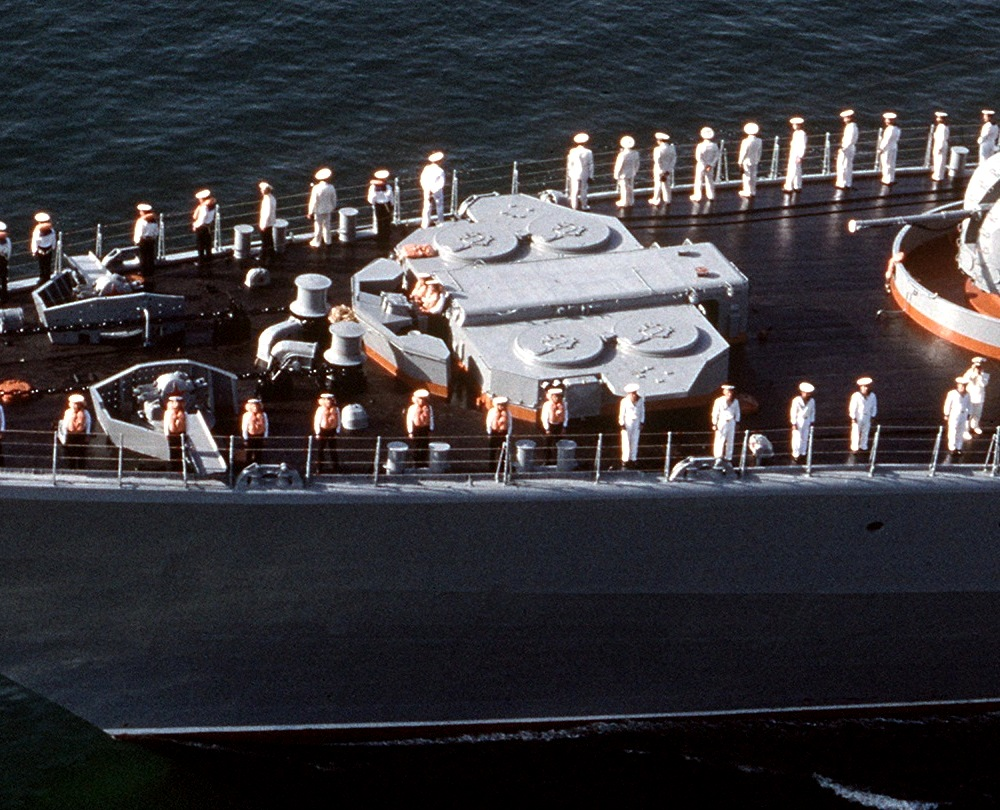
「アドミラル・ヴィノグラドフ」搭載のVLS

## 搭載艦
- 空母「アドミラル・クズネツォフ」
- ウダロイ級駆逐艦
- ネウストラシムイ級フリゲート
- キーロフ級ミサイル巡洋艦 (4番艦のみ)